# Madeleine Wickhamová
Madeleine Wickhamová, rodným jménem Madeleine Townley (* 12. prosinec 1969, Londýn, Spojené království) je britská novinářka a spisovatelka. Většina jejích knih je napsána pod pseudonymem Sophie Kinsella.
Známá je především pro svou sérii knih Báječné nakupování a propagací tzv. shopaholiků, lidí závislých na nakupování.

## Kariéra
Narodila se v Londýně. Studovala na Putney High School a Sherborne School for Girls. Studovala také hudbu na New College v Oxfordu, ale po prvním roce se přehlásila na obor politika, filozofie a ekonomie (PPE). Nejdříve pracovala jako finanční žurnalistka, pak se ale začala orientovat na svět fikce.
Během práce finanční novinářky, ve svých 24 letech, napsala svou první knihu. Kniha The Tennis Party (nevydáno v České republice) byla kritiky i veřejností hodnocena velmi pozitivně a byla okamžitě rozprodána. Madeleine publikovala dalších 6 knih jako Madeleine Wickham: A Desirable Residence  (nevydáno v ČR), Swimming Pool Sunday  (nevydáno v ČR), The Gatecrasher (Nezvaný host), The Wedding Girl (Dokonalá nevěsta), Cocktails for Three (Koktejl pro tři) a Sleeping Arrangements  (nevydáno v ČR).
Její první román pod pseudonymem Sophie Kinsella (její druhé jméno a příjmení její matky za svobodna) byl předložen jejímu stávajícímu nakladateli anonymně a byl nadšeně přijat. Poprvé odhalila svou pravou identitu, až když byl v prosinci v roce 2005 vydán román Can You Keep a Secret? (Dokážete udržet tajemství?).
Proslula sérií románů o bláznivých příhodách Becky Bloomwoodové, finanční žurnalistce, která nezvládá vlastní finance, ale miluje nakupování a dostává se do řady groteskních situací. Série má zatím šest dílů a zaměřuje se na Beckyinu posedlost nakupováním a jejím dopadem na její soukromý život. První dvě knihy byly použity pro napsání scénáře k filmu  Báječný svět shopaholiků a do kin se dostaly v roce 2009 s Islou Fisherovou jako americkou Becky a Hughem Dancym jako Lukem Brandonem.
Jako Sophie také napsala 5 knih stojících mimo sérii shopaholiků, poslední vyšla v roce 2012. Poslední díl shopaholiků Mini Shopaholic (Báječné mininakupování), vyšel v září 2010.

## Osobní život
Madeleine žije v Londýně, provdaná za Henryho Wickhama, kterého potkala v Oxfordu, dnes ředitele přípravné školy pro chlapce. Vzali se v roce 1995 a mají 4 syny a jednu dceru – Fredyho (narozen 1997), Huga (narozen 1999), Oscara (narozen 2006), Rexe Williama (narozen 2010) a Sybellu (narozena 22. 12. 2011). 
Její sestra Gemma Townley je také spisovatelka.

### Jako Sophie Kinsella

Obal knížky Báječný svět shopaholiků

Série Báječné nakupování 
| Č. | Název knihy                     | Původní název knihy                                                                 | Rok vydání | Rok vydání v ČR |
| -- | ------------------------------- | ----------------------------------------------------------------------------------- | ---------- | --------------- |
| 1  | Báječný svět shopaholiků        | The Secret Dreamworld of a Shopaholic, vydáno taky jako Confessions of a Shopaholic | 2000/2001  | 2002            |
| 2  | Shopaholik za hranicemi         | Shopaholic Abroad, vydáno taky jako Shopaholic Takes Manhattan                      | 2001/2002  | 2004            |
| 3  | Báječné nakupování před svatbou | Shopaholic Ties The Knot                                                            | 2001       | 2006            |
| 4  | Báječné nakupování se sestrou   | Shopaholic & Sister                                                                 | 2004       | 2006            |
| 5  | Báječné nakupování do kočárku   | Shopaholic & Baby                                                                   | 2007       | 2008            |
| 6  | Báječné mininakupování          | Mini Shopaholic                                                                     | 2010       | 2011            |
| 7  | Báječné nakupování v Hollywoodu | Shopaholic to the Stars                                                             | 2014       | 2015            |
| 8  | Báječné nakupování v Las Vegas  | Shopaholic to the Rescue                                                            | 2015       | 2016            |

#### Samostatné novely
- Dokážete udržet tajemství? (Can You Keep a Secret?) (2003/ČR 2006)
- Bohyně v domácnosti (The Undomestic Goddess) (2006/ČR 2007)
- Vzpomínáš si? (Remember Me?) (2008/ČR 2009)
- V rytmu charlestonu (Twenties Girl) (2009/ČR 2010)[6]
- Láska na zavolanou (I've Got Your Number) (2012/ČR 2012)
- Svatební noc (Wedding Night) (2013/ČR 2014)
- Audrey se vrací (Finding Audrey) (2015/ČR 2015)

#### Jiné
- Girls Night In (2004/nevydáno v ČR) - souhrn novel od mnoha autorů jako například Meg Cabot a Jennifer Weiner

### Jako Madeleine Wickhamová
- Víkend s přáteli (The Tennis Party) (1995, nově vydáno jako 40 Love, 2011/ČR 2013)
- A Desirable Residence (1996/nevydáno v ČR)
- Neděle u bazénu (Swimming Pool Sunday) (1997/ČR 2013)
- Nezvaný host (The Gatecrasher) (1998/ČR 2010)
- Dokonalá nevěsta (The Wedding Girl) (1999/ ČR 2012)
- Koktejl pro tři (Cocktails for Three) (2000/ČR 2009) [7]
- S kým dnes budeš spát? (Sleeping Arrangements) (2001/ČR 2015)